# Arvernis
Ne doit pas être confondu avec Arvensis.
Arvernis (ou encore Arvernum,  Urbs Arverna, du nom des Arvernes qui habitaient la région) est le nom que porta du IIIe au IXe siècle la ville auvergnate de Clermont. Sa fusion avec la ville voisine et rivale de Montferrand, imposée par Louis XIII puis Louis XV, donnera naissance à Clermont-Ferrand.
La cité d'Arvernis est issue du repli sur la butte de Clermont de la cité gallo-romaine d'Augustonemetum, au IIIe siècle de notre ère, à la suite d'une première phase d'incursions de peuples germaniques. Arvernis est une ville de transition entre Augustonemetum, ville à l'urbanisme romain, et Clermont, ville médiévale qui résulte de l'évolution de la cité ecclésiale d'Arvernis.

## Historique

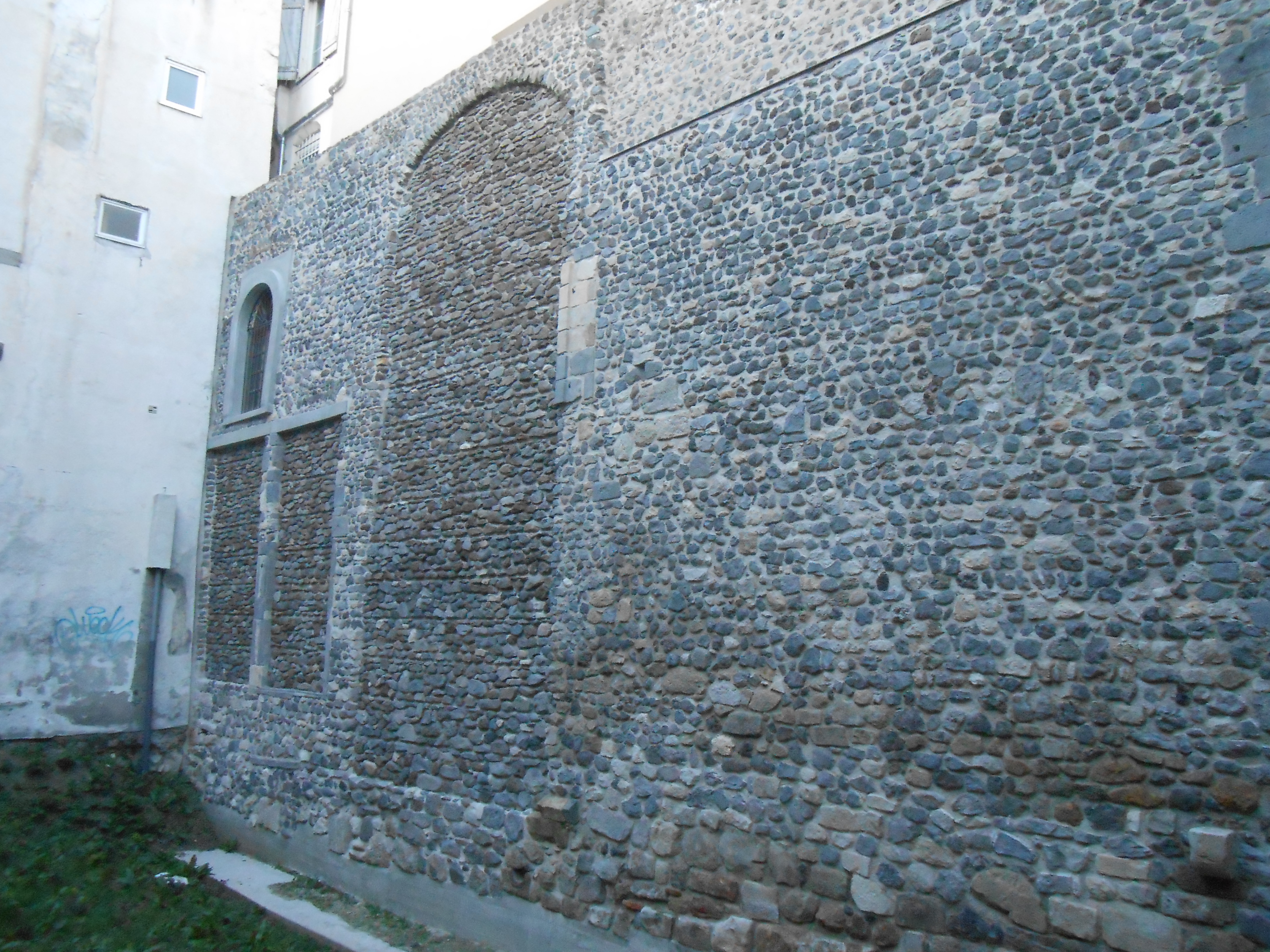
Enceinte du Bas-Empire, rue Boirot, Clermont-Ferrand.

### D'Augustonemetum à Arvernis
La ville romaine d'Augustonemetum subit au IIIe siècle des invasions de peuples germaniques, dont notamment les Alamans. Le roi Chrocus aurait mené un raid sur la ville et aurait détruit les temples de Mercure et de Vasso Galate. Au IVe siècle, le nom de la cité disparaît au profit d'Arvernis, suivant un processus observé dans toute la Gaule au Bas-Empire. D'une manière générale, le nom des capitales des civitas est associé à celui du peuple dont elles sont la ville principale (par exemple Lutecia des Parisii). Dans le cas d'Arvernis, le nom gallo-romain s'efface totalement.

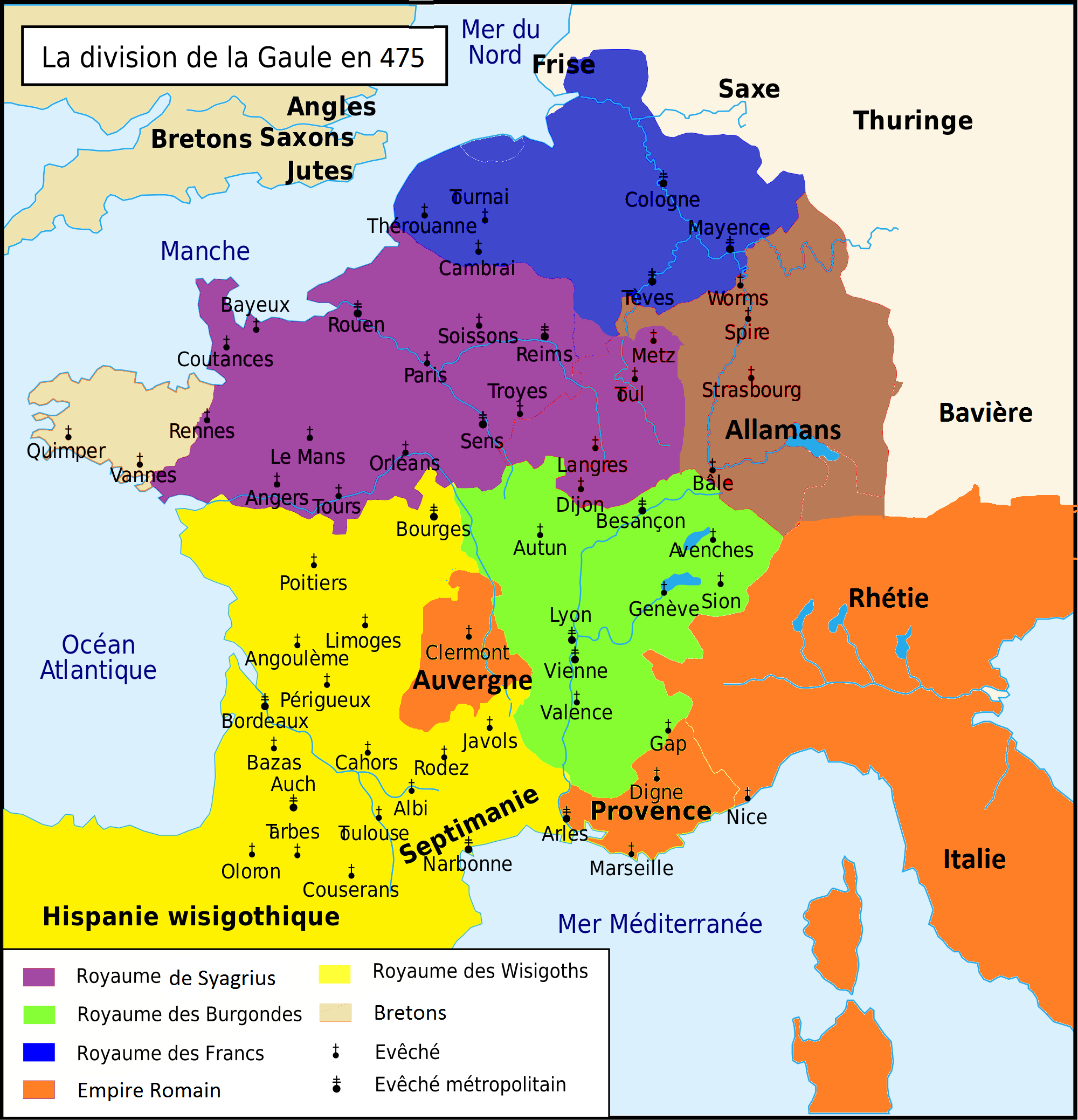
Gaules en 475. Phase finale avant la chute du bastion romain qu'est l'Auvergne avant son intégration au royaume des wisigoths.

Située à l'emplacement même de l'actuelle Clermont-Ferrand, Arvernis est au IIIe siècle une des villes les plus peuplées de Gaule. Elle compte alors entre 15 000 et 30 000 habitants installés dans un périmètre de cinq à six kilomètres. Mais le début du IVe siècle est marqué par un déclin important. La superficie de la ville se réduit, selon un phénomène général en Gaule à cette époque, mais de manière à la fois tardive et accentuée à Arvernis. La ville se replie dans une enceinte d'environ trois hectares contenant une population estimée à 700 habitants. Elle est entourée d’une enceinte percée de cinq portes qui subsisteront tout au long du Moyen Âge, jusqu’à l’époque moderne. Leur emplacement déterminera le tracé des rues lorsque la ville du Moyen Âge se développera.

### Bas-Empire
Arvernis devient, à partir de la fin du IIIe siècle ou au début du IVe siècle, c'est-à-dire lors de la christianisation de la Gaule, une ville épiscopale. Au milieu du Ve siècle l’évêque saint Namace installe dans la ville l’église épiscopale qui jusque-là était établie hors les murs, dans le vicus christianorum (lieu occupé plus tard par l’abbaye de Saint-Alyre). L'un des premiers titulaires  du siège épiscopal d'Arvernis est Sidoine Apollinaire (Caius Sollius Apollinaris Sidonius). Il succède vers 468 à Eparchius et reste l'évêque jusqu'à sa mort en 486.
Arvernis connait, après la disparition de l’Empire romain et pendant tout le haut Moyen Âge, des heures sombres, subissant la convoitise des peuples qui envahissent périodiquement les royaumes mérovingiens.
De 471 à 475, les Wisigoths assiègent plusieurs fois Arvernis. Malgré la défense du patrice Ecdicius et de l'évêque Sidoine Apollinaire, la ville et sa région sont cédées aux Wisigoths par l'empereur Julius Nepos. Elle fera partie du royaume wisigoth jusqu'en 507, date de son entrée dans le giron des Francs, après la victoire de Clovis à la Bataille de Vouillé.

### Période altomédiévale
En 761, Pépin le Bref pille l'« Urbem Arvernam » (la ville arverne) et prend son château fort « Claremontem Castrum » (le château du Mont Clair).
Au fil du temps, la ville prend dans l'usage quotidien un nom dérivé de celui de la forteresse, Clermont, même si officiellement le nom Arvernis restera longtemps utilisé, comme en témoignent encore les deniers du XIVe siècle. L'une des premières mentions écrites en langage vernaculaire du nom de Clermont ou Clairmont remonterait au IXe siècle.
Avec l'affaiblissement de l'empire carolingien, la ville est ravagée à deux reprises par les Vikings au milieu et à la fin du IXe siècle.
Concurrents de l’évêque, les comtes, que les rois francs établis loin du centre de la Gaule ne contrôlaient que très imparfaitement, résident dans la ville. Cela génère de nombreux conflits et ils décident finalement de fonder au début du XIIe siècle la ville comtale de Montferrand, rivale directe de Clermont.